# Serafín Delmar
Reynaldo Bolaños Díaz, más conocido como Serafín Delmar (Huancayo, 1901-Santiago de Chile, 8 de agosto de 1980), fue un poeta, escritor y periodista peruano, de tendencia vanguardista. Es considerado como el precursor de la literatura social en el Perú.

## Biografía
Nació en el seno de un hogar humilde, en Huancayo, aunque otra versión señala a Huancavelica como su cuna. También hay dudas sobre el año de su nacimiento. Tuvo dos hermanos, que también fueron escritores: Federico (el mayor) y Óscar (el menor); este último usaría el seudónimo de Julián Petrovick.
Tenía 3 o 4 años cuando falleció su padre; su madre, que era maestra de escuela, debió dedicarse a diversas actividades para sustentar el hogar. Vivió en el campo y solía escaparse para recorrer las comarcas aledañas, hasta que su madre lo encontraba, tal como lo cuenta en sus relatos. En su temprana juventud se dedicó al contrabando de alcohol en las zonas de Chanchamayo (actual distrito de Tarma) y Parihuanca (actual distrito de Huancayo). También trabajó como empleado de la Hacienda Ronatullo, de propiedad de la Sociedad Ganadera de Junín.
Fue a la edad de 20 años cuando empezó su labor de escritor al lado de sus hermanos Federico y Óscar, que conformaban un grupo literario de inspiración ultraísta que publicaba la revista Hélice, en Huancayo. Fue entonces cuando adoptó el pseudónimo de Serafín Delmar (1921).
No se sabe la fecha exacta en que llegó a Lima, pero lo cierto es que para 1924, ya se hallaba instalado allí, prosiguiendo su inquietud literaria. Dirigió la revista Flechas, junto con su hermano Federico, iniciándose entonces su producción poética, orientada hacia el vanguardismo. Conoció por entonces a la poeta Magda Portal, que era la pareja de su hermano, pero tras su divorcio, ella se convirtió en su compañera sentimental.
En 1925, junto con Magda Portal viajó a La Paz, Bolivia, donde dictó conferencias y editó el periódico Bandera Roja, escribiendo artículos contra el gobierno de Augusto B. Leguía. Publicó, además, en colaboración con Magda Portal, un libro de cuentos titulado El derecho de matar, en 1926. De ese año data también su primer poemario, Los espejos envenenados.
De nuevo en el Perú, fue apresado. Al ser liberado, se relacionó con el grupo que lideraba José Carlos Mariátegui, colaborando con la revista Amauta y en la revista Sierra. El gobierno de Leguía le implicó en el supuesto "complot comunista" de 1927, y debió partir nuevamente al destierro. 

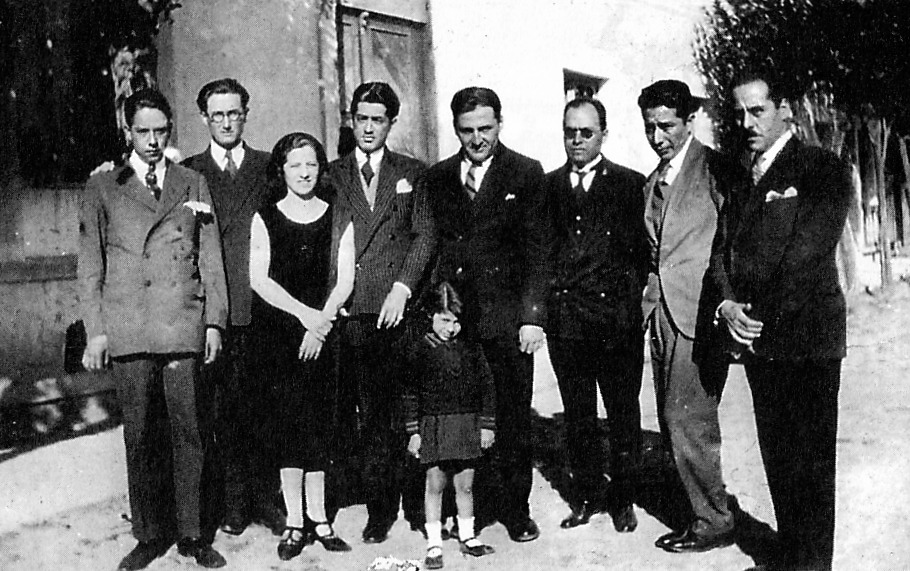
Célula de desterrados apristas en México, 1929. De izquierda a derecha: Pavletich, Carlos Manuel Cox, Magda Portal, Serafín Delmar, Haya de la Torre, Enríquez y Vásquez Díaz.

Siempre acompañado de Magda Portal, pasó a Cuba, donde las autoridades lo acusaron de tramar un complot comunista, siendo apresado y deportado. Pasó a México, donde residió cerca de dos años. Participó activamente en la Célula Aprista conformada en dicha ciudad y se alineó con Víctor Raúl Haya de la Torre en la polémica que este mantuvo con Mariátegui. Luego realizó una gira por las Antillas y Colombia, para dar a conocer las iniciales orientaciones del aprismo. Pasó después a La Paz (1929) y a Santiago de Chile (1930), siempre en permanente ajetreo intelectual y político. Serafín Delmar y Magda Portal se hicieron conocido por ser una pareja de poetas, de prédica revolucionaria y obrerista.
Caído el régimen de Leguía, regresó a Lima y formó parte del primer Comité del Partido Aprista Peruano fundado en la capital peruana, en septiembre de 1930, incorporándose de lleno al trabajo político de dicha organización, que lideraba Haya de la Torre. Fundó y dirigió la revista APRA, primer órgano oficial del partido aprista, así como el diario La Tribuna. 
Cuando el joven aprista José Melgar Márquez atentó contra la vida del presidente Luis M. Sánchez Cerro en la iglesia matriz de Miraflores, el 6 de marzo de 1932, Serafín Delmar fue implicado en el intento de magnicidio, junto con Juan Seoane y otros personajes. En realidad, no existía prueba en su contra. Al parecer, solo el hecho de ser el más conspicuo representante de lo que se puede calificar como la extrema izquierda aprista, fue lo que motivó esta acusación. Apresado y llevado a la Penitenciaría, fue condenado a 20 años de prisión, pero solo cumplió la mitad de su condena, al ser indultado por el gobierno de turno, presionado por la intelectualidad continental.
Salió de prisión el 28 de enero de 1942. Poco después se desafilió del Partido Aprista y se separó de Magda Portal. Se trasladó a Chile y se apartó definitivamente de la vida política, dedicándose al comercio. También contrajo matrimonio. Luego de publicar algunas obras en Santiago de Chile y Buenos Aires, entre 1941 y 1942, no volvió, que se sepa, a incursionar en las letras. Falleció en Santiago de Chile en 1980, completamente olvidado por el mundo literario.

## Crítica
Serafín Delmar fue un poeta de acento vanguardista, con cierto tono de la palabra revolucionaria y prismática. Por eso Guillén escribió: “Un viento lírico de protesta brota de este canto empinado y arisco. Puño rojo de alborada que avienta canciones insurgentes. Grito humano y tumultuario”.
César Toro Montalvo

Es de los escritores serranos tal vez el más recio, que convierte la tierra en puño rojo y la protesta en bandera. La poesía de esta especie, que se reclama vinculada a un “compromiso” con la comunidad y el pueblo, con la denuncia y el gesto, a veces agresivo, por una causa humana, ha brindado en Serafín Delmar una voz necesaria en la literatura, como presencia del hombre en las letras, como testimonio de su actitud frente a los hechos de la historia que, de otro modo, pasarían como cosas normales…
Diccionario Literario del Perú.

Delmar es un escritor lírico y misional. Sus personajes son indios o mestizos; su escenario la serranía; los conflictos que le interesan son los surgidos entre la policía y los campesinos pobres, o entre los gamonales y sus pongos. Taracea sus páginas de vocablos quechuas. La cárcel, con su pavorosa sombra, aparece a menudo en su obra. La tierra es el hombre contiene todos estos elementos y una constante alusión a los sucesos políticos inherentes a la tiranía de 1932-33. Delmar trata de ser un narrador realista. En el vence el militante. De ahí que su novela, debiendo haber sido una expresión regional de gran fuerza, a ratos se diluya en ciertos episodios.
Luis Alberto Sánchez

## Publicaciones

### Poesía
- Los espejos envenenados (1926)
- Radiogramas del Pacífico (1927)
- El hombre de estos años (México, 1929)
- Cantos de la revolución (1934)
- El año trágico (1940)
- Tiempos de odio (Santiago de Chile, 1946)

### Cuento
- El derecho de matar (La Paz, 1926; en colaboración con Magda Portal)
- Sol, están destruyendo a tus hijos (Buenos Aires, 1941)

### Novela
- La tierra es el hombre (Buenos Aires, 1942)
- Los campesinos y otros condenados (Santiago de Chile, 1943)

### Crónica
- Diario íntimo de un condenado (1940)